# Theba pisana
Espèce
Theba pisana (O.F. Müller, 1774) est une espèce de mollusque gastéropode de la famille des Helicidae.

## Description
Cette espèce mesure 9 à 20 mm de hauteur et 12 à 25 mm de diamètre. 
Coloration : escargot blanc .

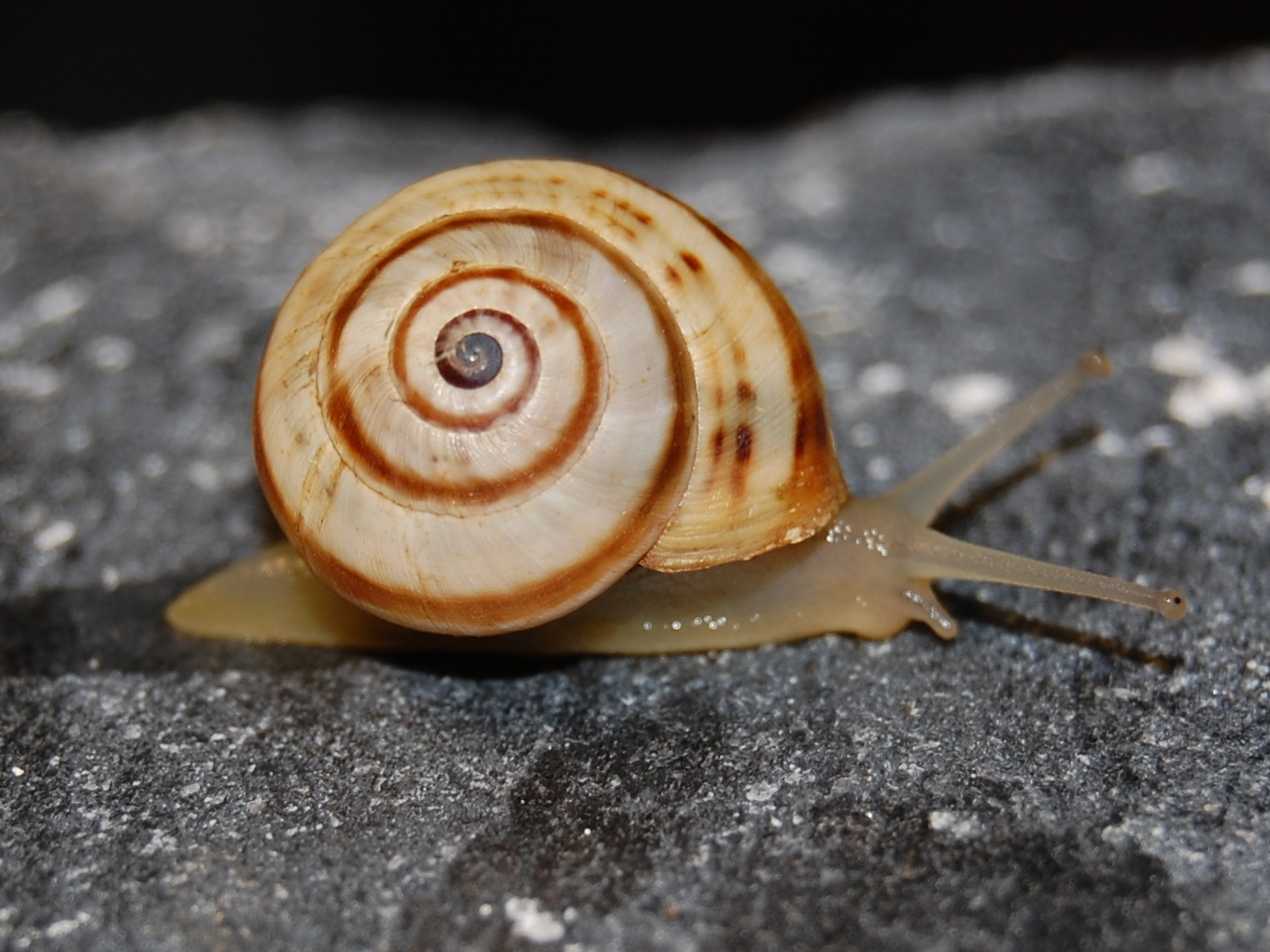

Elle présente une coquille globuleuse légèrement déprimée comportant 5,5 à 6 tours, avec des rayures dans le sens des spires, brunes ou rosées, et un ombilic ouvert et visible. D'apparence variable, la coquille est très blanche pour les individus trouvés dans la garrigue provençale, plus rayés et sombres pour ceux des dunes du littoral normand.

## Noms vernaculaires
Limaçon de Pise, caragouille rosée (Provence), hélice de Pise, cagot, cagouille, petit escargot blanc.

## Habitat

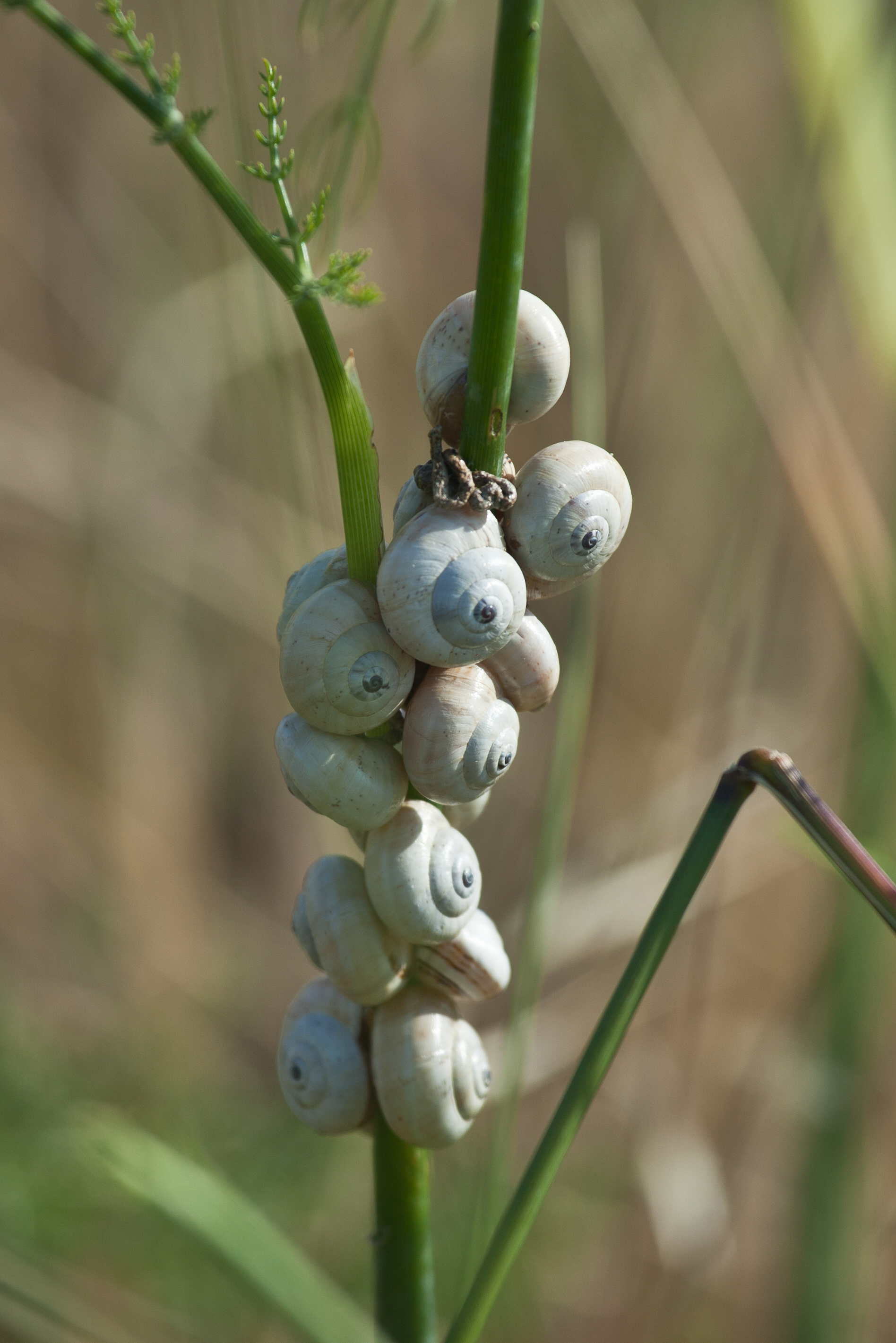
Individus agglomérés sur une tige de fenouil.

Theba pisana vit dans des milieux ouverts et secs, généralement près de la mer et fréquemment dans les dunes (habitat presque exclusif au nord de l'aire de répartition). Il se déplace la nuit pour se nourrir de végétaux divers (fenouil, genêt). Lorsque le sol est trop chaud, on l'observe le plus souvent en rangs serrés sur les tiges des plantes, les piquets de clôture et tout autre support vertical. En phase d'estivation, il scelle alors l'ouverture de sa coquille grâce à l'épiphragme, film de mucus qui va sécher.
Espèce calcicole, elle privilégie les terrains calcaires (garrigues, dunes constituées de sables coquilliers), absorbant avec les aliments ce minéral nécessaire à l'élaboration de sa coquille.

## Répartition
Cette espèce peuple tout le pourtour du bassin méditerranéen mais peuple aussi le littoral de l'Europe occidentale jusqu'aux Pays-Bas où elle est souvent associée à deux autres escargots terrestres, Cochlicella acuta et Cernuella virgata. Elle est également présente en Cornouailles, dans le sud du Pays de Galles et l'est de l'Irlande. 
En dehors de cette aire, elle est occasionnellement introduite ponctuellement en Angleterre, en France et en Suisse.
Introduite dans des régions plus éloignées mais aux climats favorables, elle s'est implantée de manière durable sur certaines îles atlantiques, en Afrique du Sud, en Somalie et dans l'ouest de l'Australie, de même qu'en Californie et aux Bermudes.

## Utilisations
Il est parfois consommé, pour le goût de fenouil qu’il acquiert en consommant cette plante.

## Source
Kerney M.P. & Cameron R.A.D. (1979) A Field Guide to the Land Snails of Britain and North-west Europe. Collins, London, 288 p.

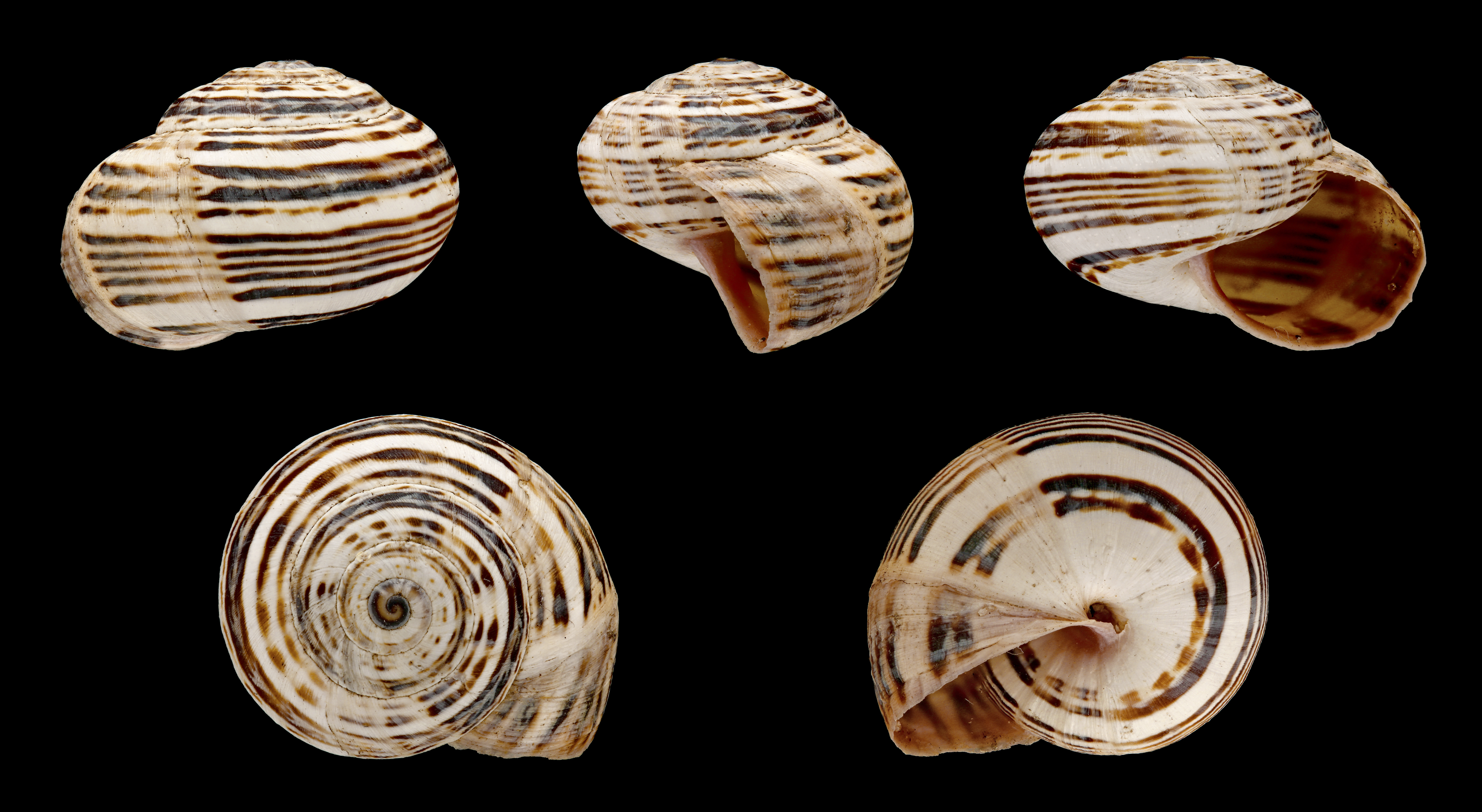
Theba pisana pisana
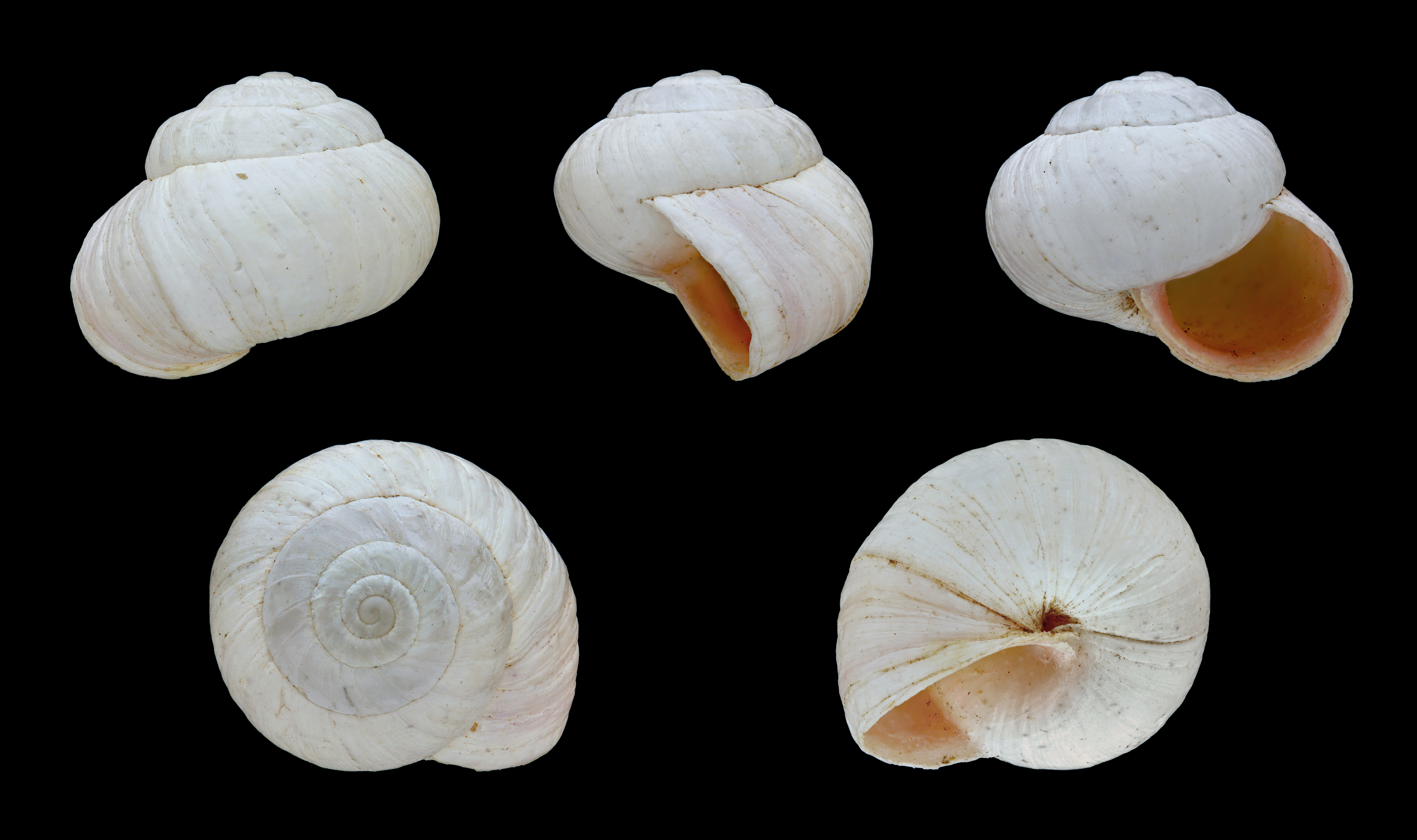
Theba pisana pisana
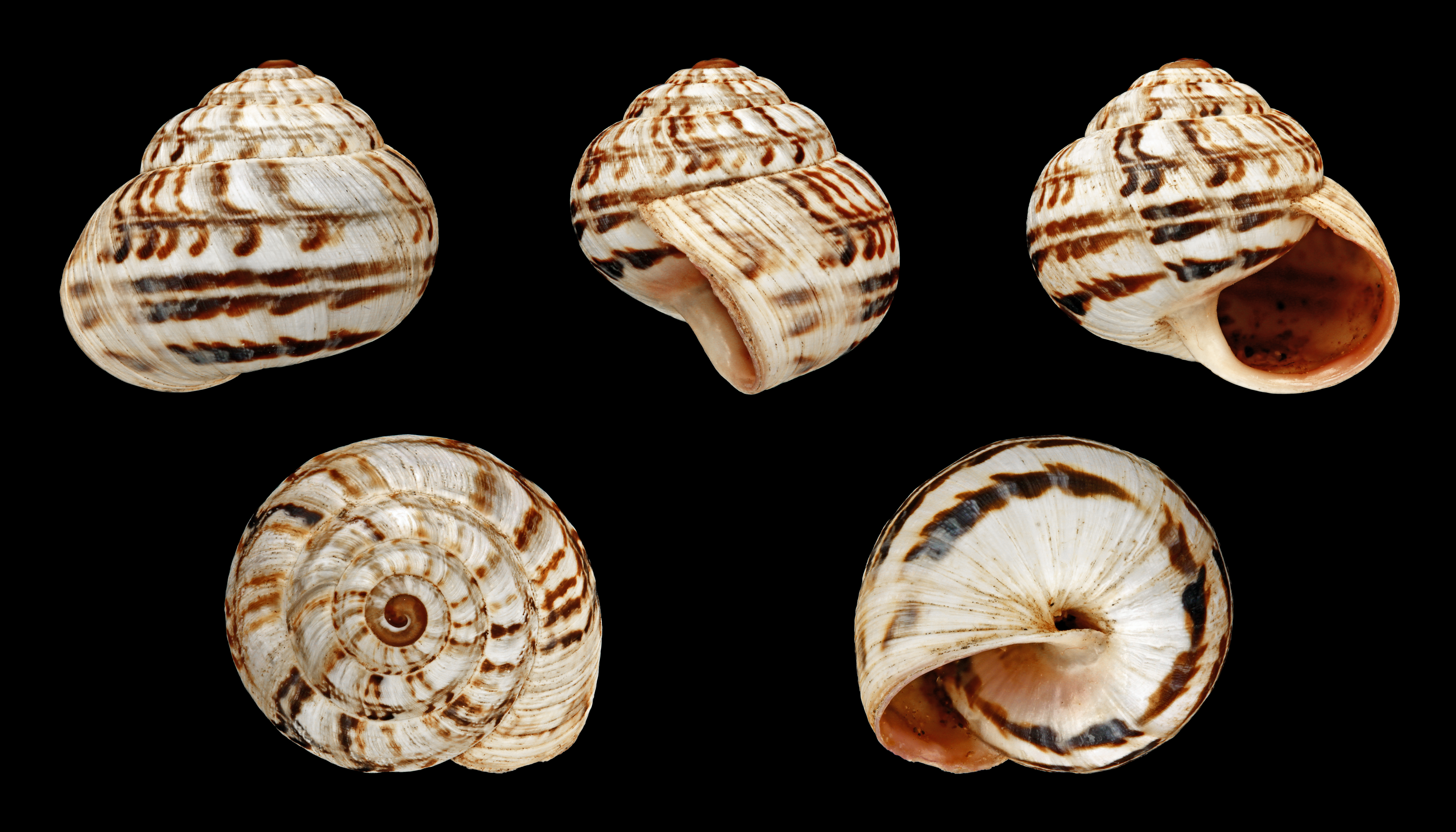
Theba pisana ampullacea
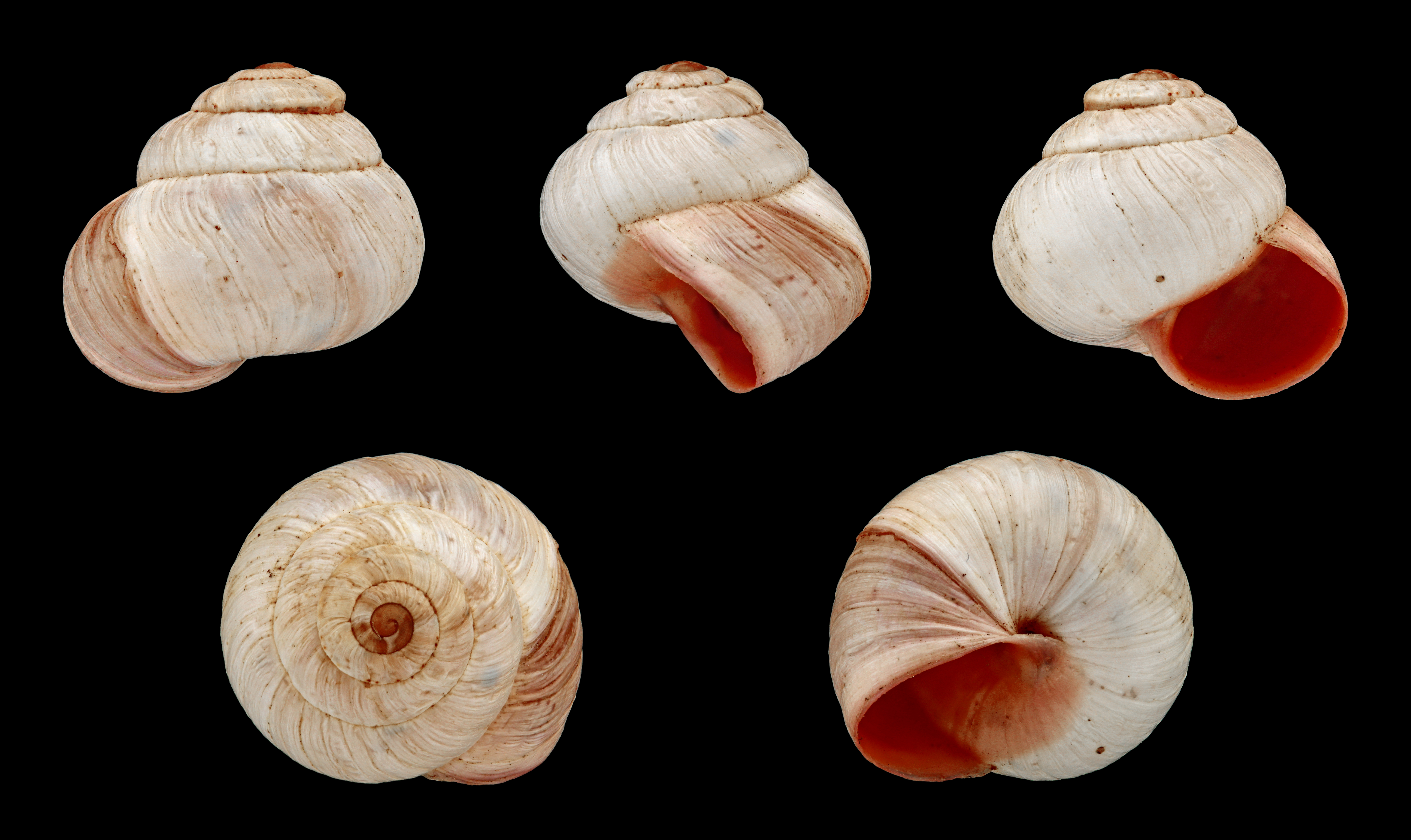
Theba pisana ampullacea
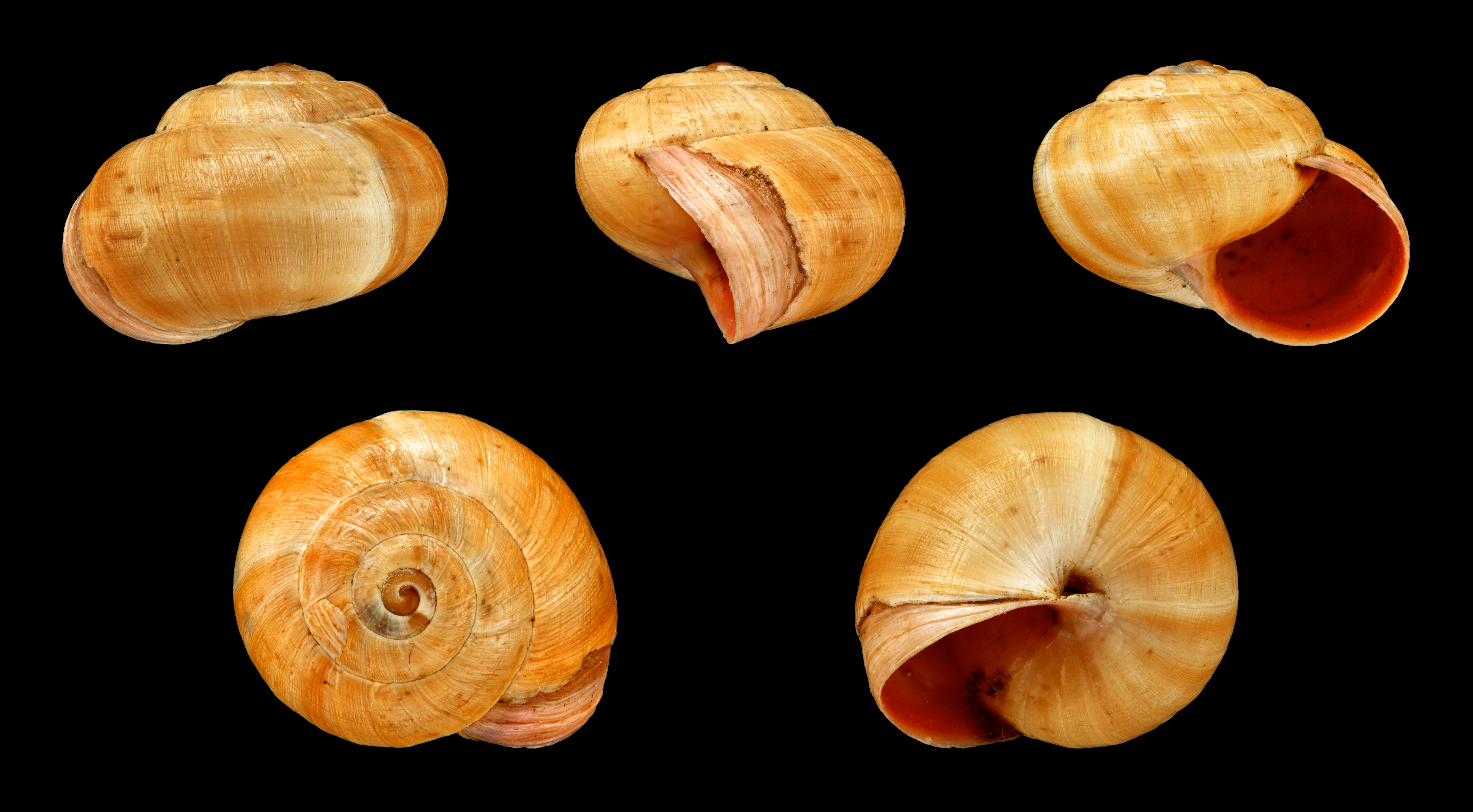
Theba pisana concolor
Theba pisana carpiensis
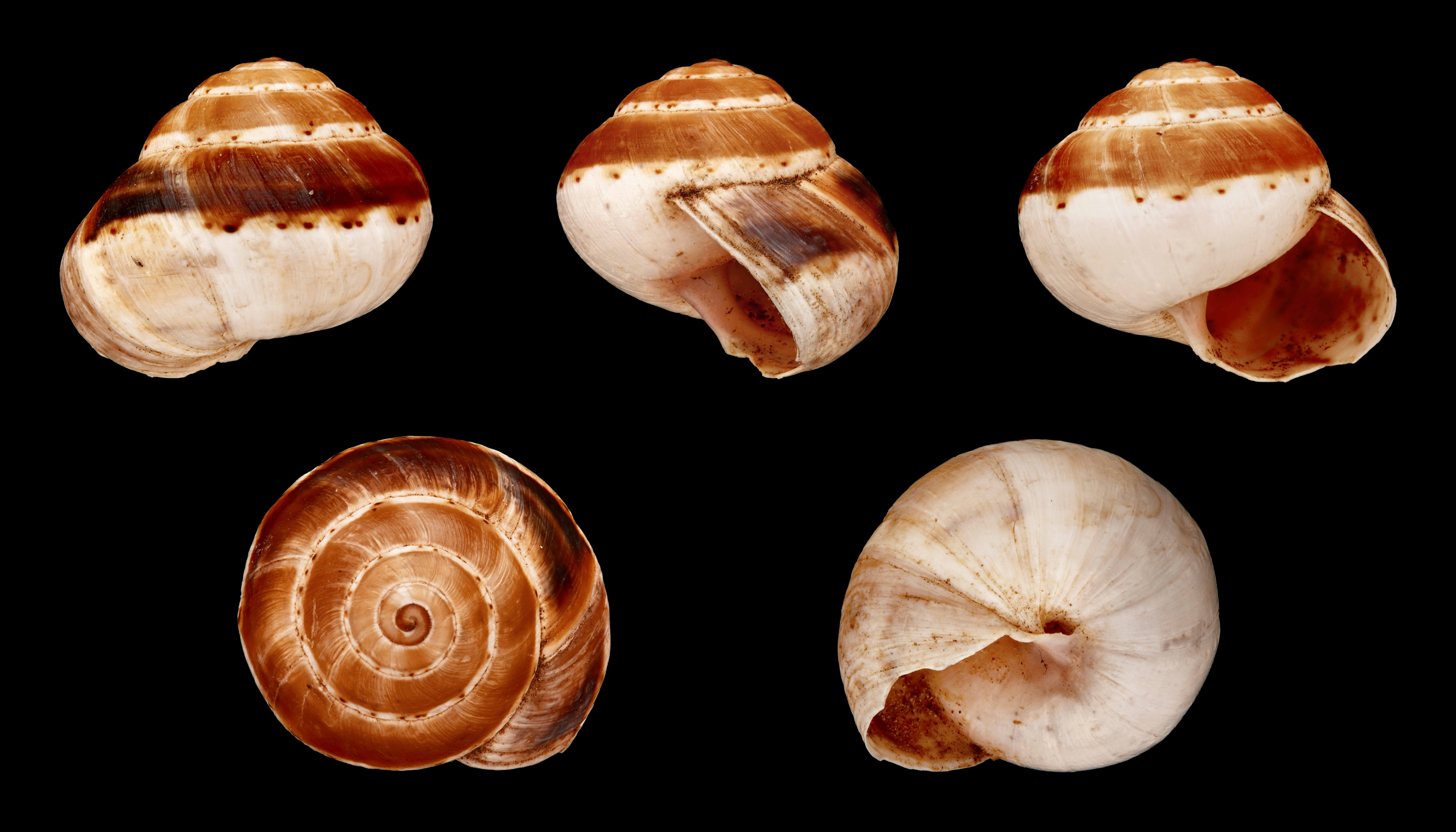
Theba pisana dermoi
Theba pisana fauxrosea
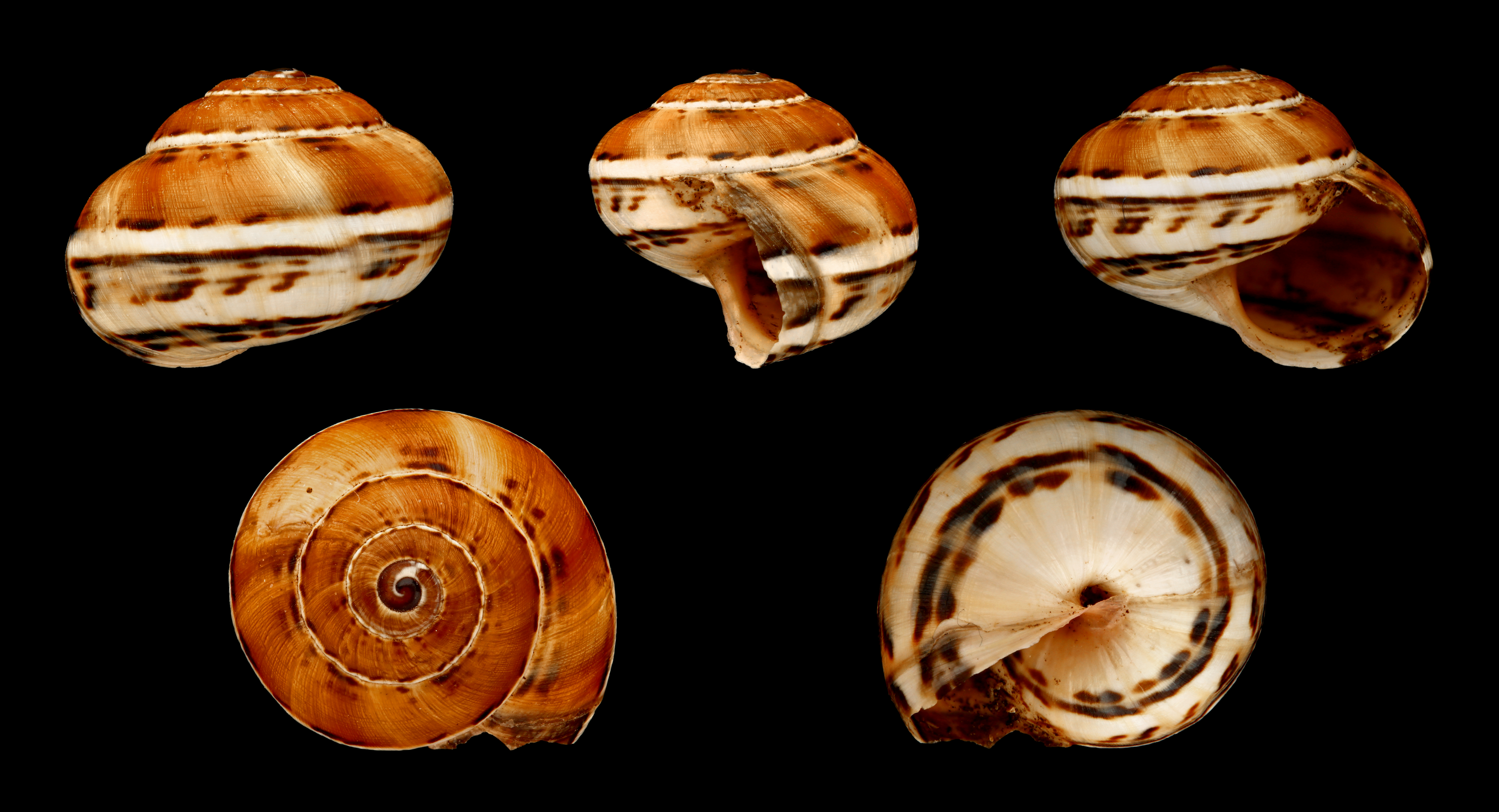
Theba pisana ferruginea
Theba pisana lineolata
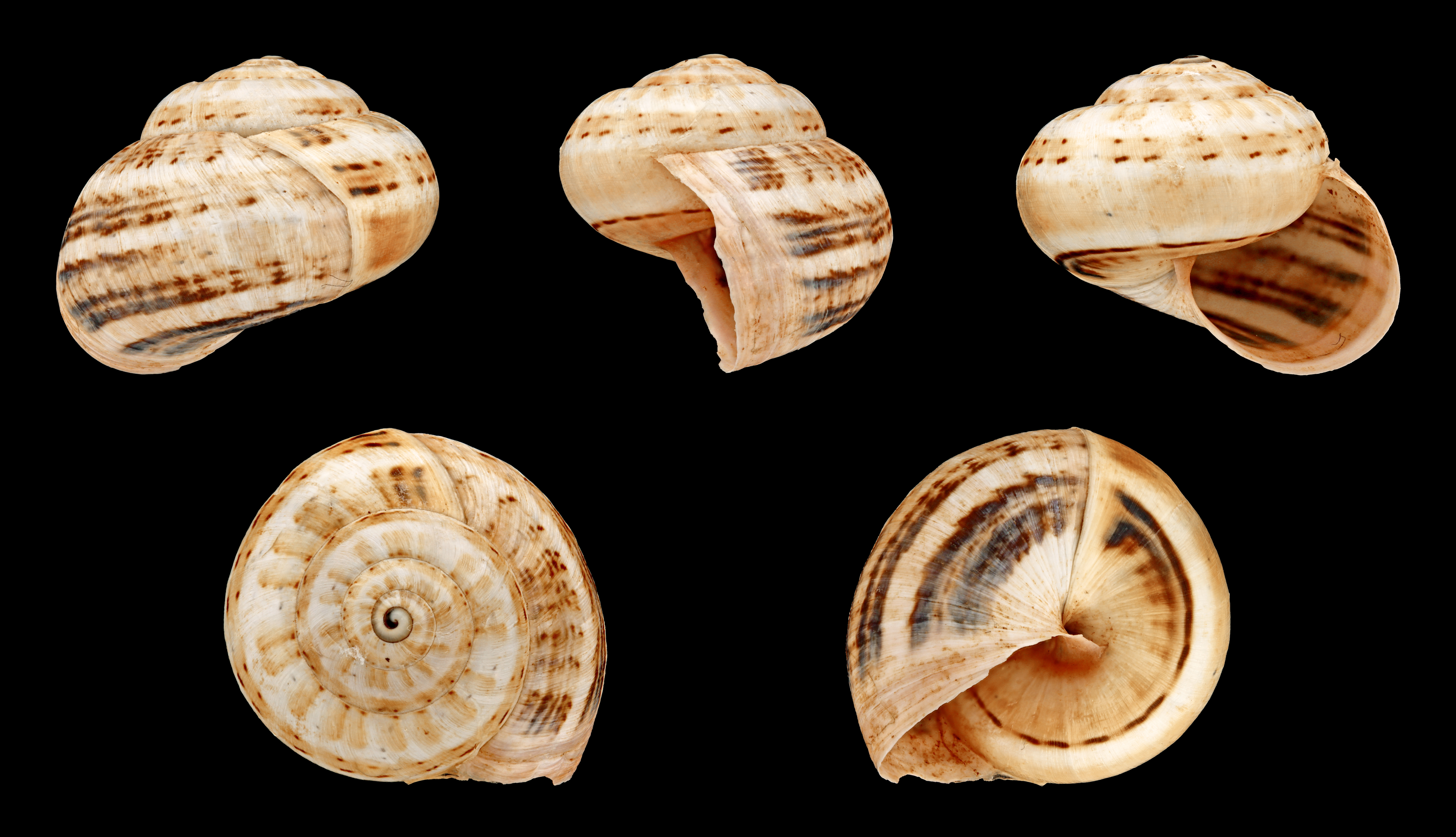
Theba pisana major
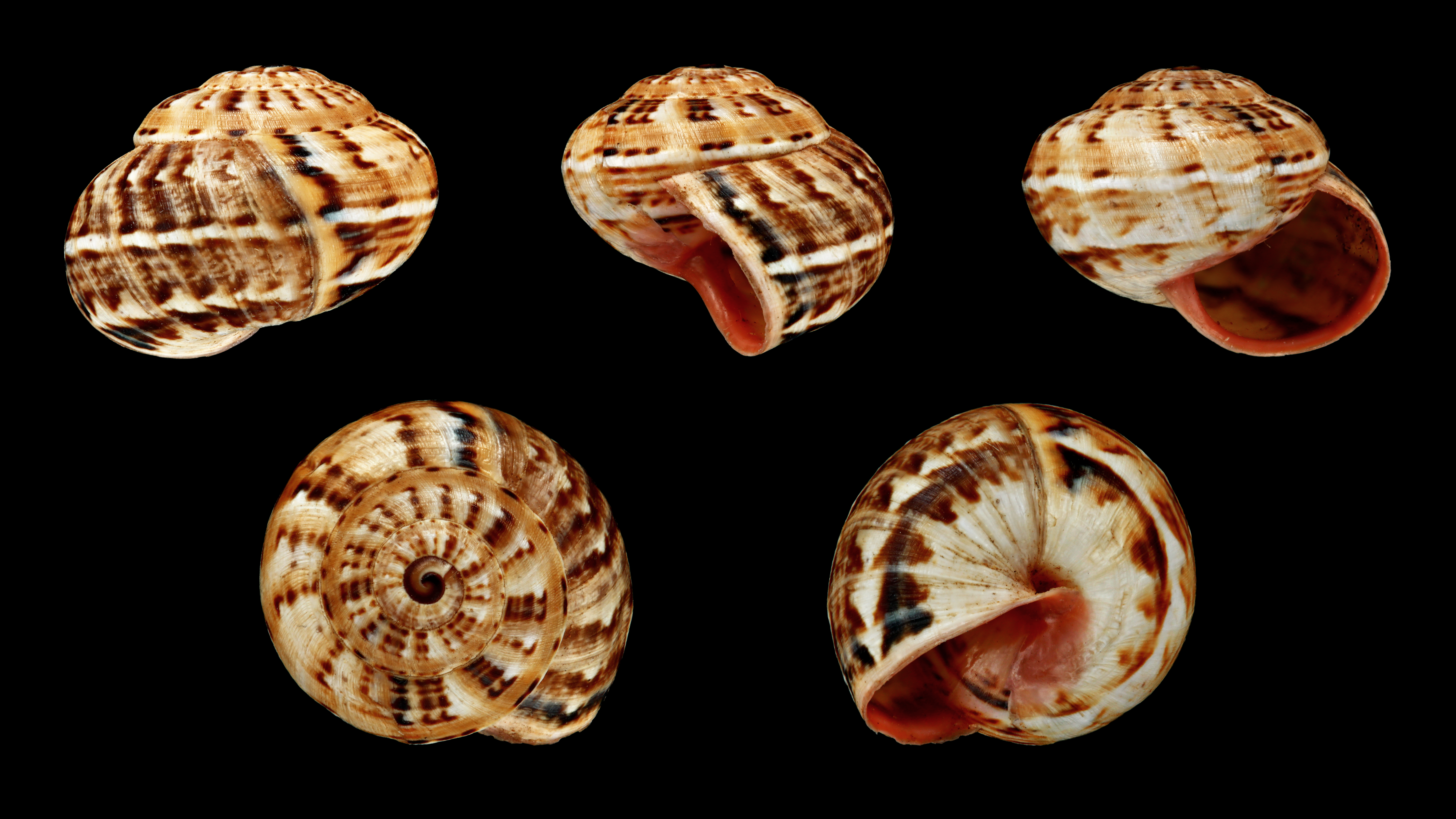
Theba pisana minor
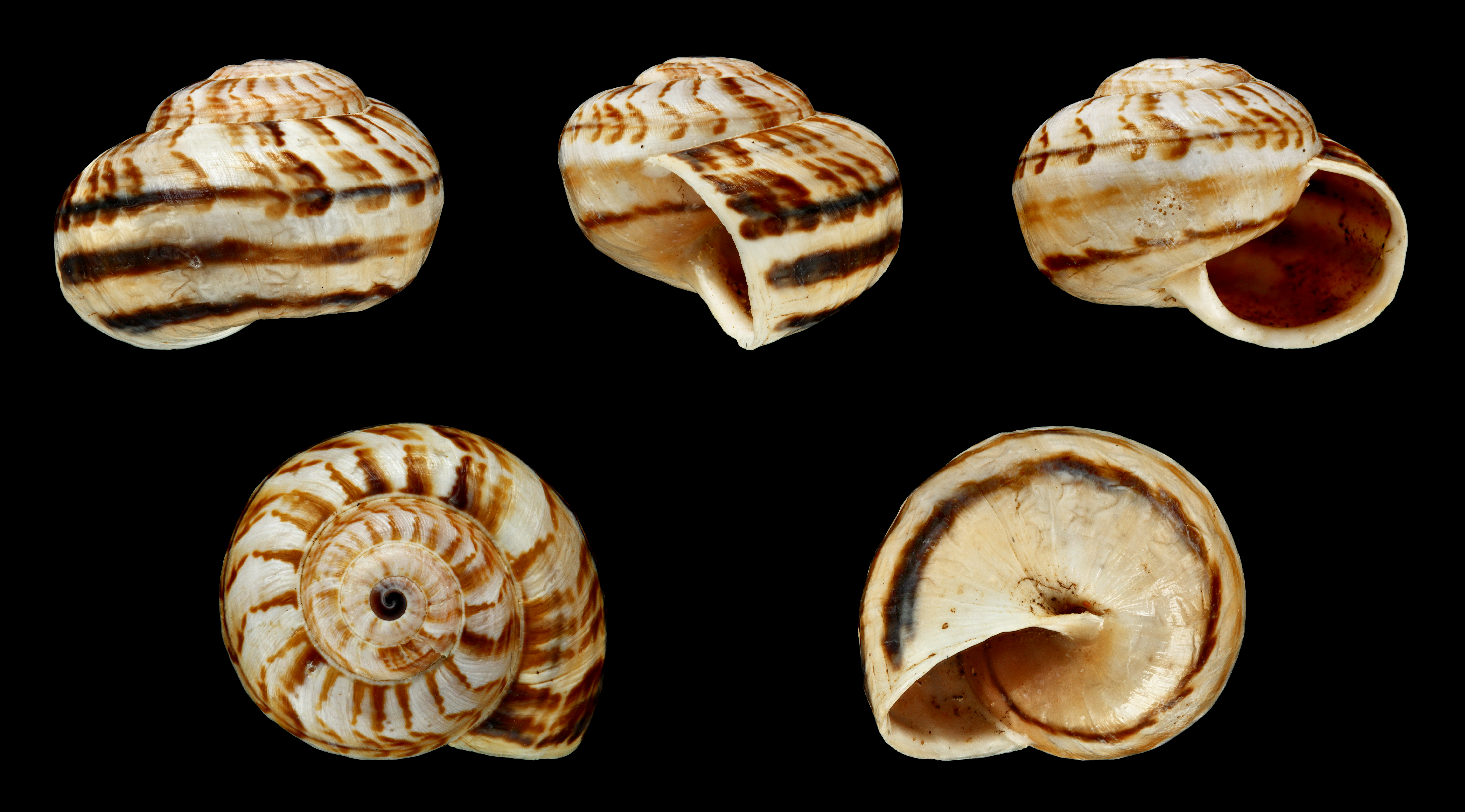
Theba pisana musica
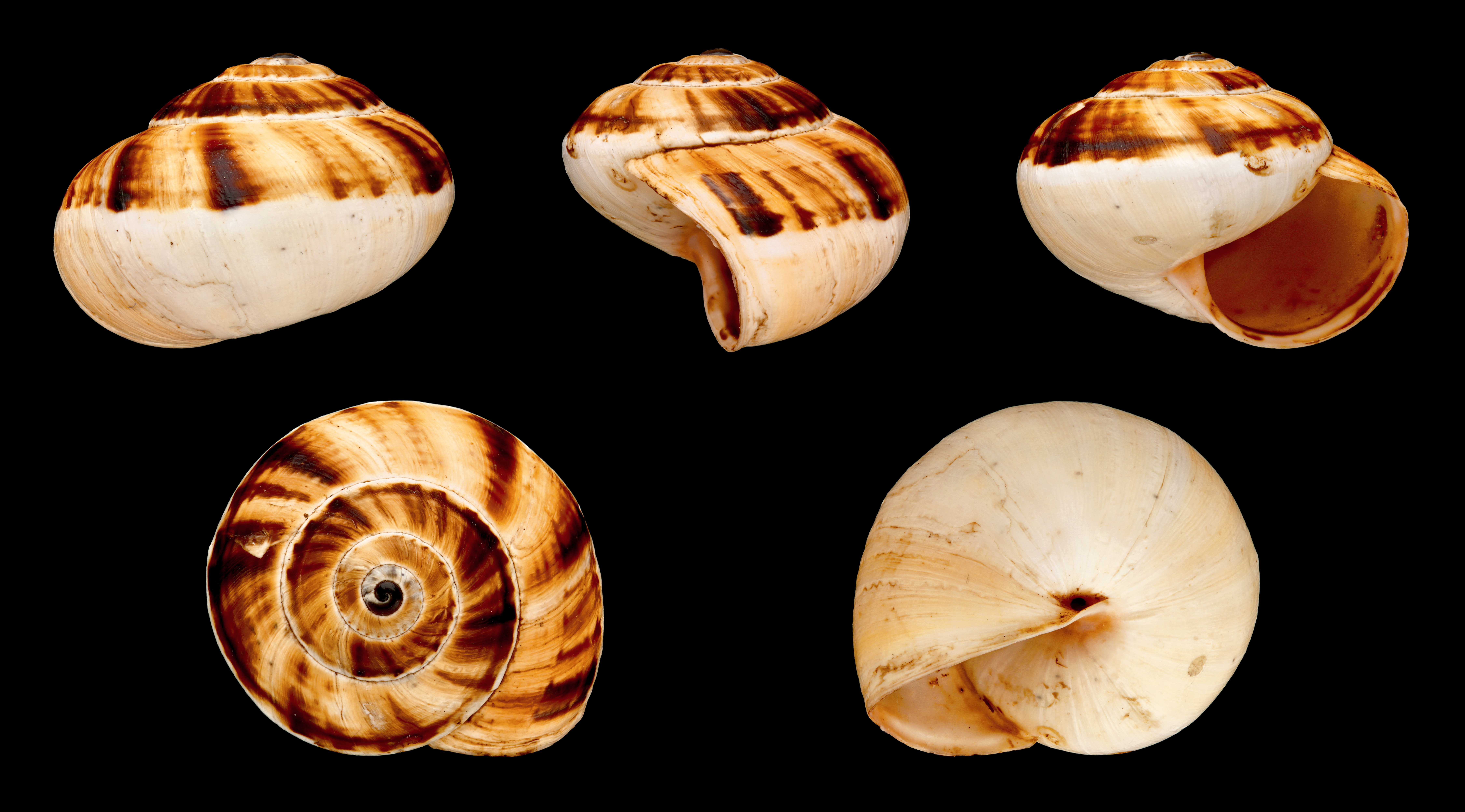
Theba pisana semifulva
Theba pisana sertum